# Hans Radder
Johannes Arie Radder (Numansdorp, 1949) is een Nederlands filosoof. Hij is gespecialiseerd in de wetenschaps- en techniekfilosofie. Zijn proefschrift De materiële realisering van wetenschap (1984) is bekend als een van de vroege pogingen, naast bijvoorbeeld iemand als Ian Hacking, om experimenten weer als onderwerp op de filosofische agenda te zetten. 

## Werk
Radder inspireert zich in zijn werk vooral door het (vroege) werk van Jürgen Habermas. Op basis van Habermas' visie op de rol van experimenten en technologie in wetenschap, beargumenteert Radder dat de wetenschappelijke praktijk niet enkel kan begrepen worden als men kijkt naar de theoretische aspecten van wetenschap, maar dat men ook moet kijken naar wat Radder de 'materiële realisering' van wetenschap noemt. Theorieën en concepten worden altijd omgezet in concrete materiële vormen, die een zekere autonomie hebben tegenover de theorie. Tegelijkertijd benadrukt Radder dat concepten tegelijkertijd niet volledig opgesloten zitten binnen hun lokale, materiële realisering in laboratoria, maar dat ze via abstractie naar andere omstandigheden kunnen worden overgebracht.
Typerend voor het werk van Radder is dat hij in zijn werk in discussie gaat met zowel analytische filosofen, continentale filosofen als wetenschapssociologen.
In de laatste decennia is hij zich ook gaan toeleggen op ethische en politieke vraagstukken rond wetenschap, zoals octrooien, kernenergie en commodificatie van wetenschappelijk onderzoek.

## Privé
Radder woont met zijn partner, de Canadese wetenschapsfilosoof Sally Wyatt, in Amsterdam (situatie medio 2017). Uit een eerder huwelijk heeft hij drie zonen.